# بلدة بلومفيلد (مقاطعة أوكلاند)
بلومفيلد، مقاطعة أوكلاند (بالإنجليزية: Bloomfield Township, Oakland County, Michigan)‏ هي بلدة تقع بولاية ميشيغان في الولايات المتحدة. تبلغ مساحتها 67.4 (كم²)، وترتفع عن سطح البحر 260 م، بلغ عدد سكانها 41070 نسمة في عام تعداد الولايات المتحدة 2010 حسب إحصاء مكتب تعداد الولايات المتحدة .

## أعلام
- كارولين فرانكلين
- إليزابيث ريزر
- جيروم هورويتز
- برايان برينان

## وصلات خارجية
- bloomfieldtwp.org
- The US50 - Cities and Towns in Michigan State
- Michigan Cities and Towns, Facts, Map, Flag, Colleges, Government, and More